# Horst-Bienek-Preis für Lyrik
Horst-Bienek-Preis für Lyrik – niemiecka nagroda przyznawana wyłącznie w dziedzinie liryki. Od 1991 roku przyznaje ją Bawarska Akademia Sztuk Pięknych.
Fundacja opiera swoją działalność na środkach finansowych, pochodzących z dochodów ze spuścizny pisarza, która została przekazana na rzecz Fundacji. Nagroda przyznawana jest corocznie na początku grudnia; do 2003 roku przyznawano ją co roku, natomiast od 2005 co dwa lata. Nagroda główna wynosi 10 000 euro, wraz z którą jednocześnie można otrzymać nagrodę specjalną w wysokości 2500 euro. (W 2007 roku za obie nagrody główne przyznano 10 000 euro, a nagroda specjalna wyniosła 5000 euro.).

## Polski kontekst
Nagroda ta jest niezwykle istotna z polskiego punktu widzenia, ponieważ Horst Bienek urodził się w Gliwicach, zatem zarówno Śląsk, jak i wspomniane Gliwice znalazły znaczne odbicie w jego twórczości. Sam autor uważał się za niemieckojęzycznego Ślązaka, a najwybitniejszym jego dziełem jest tzw. gliwicka tetralogia, w której podejmuje tematykę II wojny światowej. Tetralogię tworzą następujące powieści: Wrześniowe światło, Pierwsza Polka, Ziemia i ogień, Czas bez dzwonów. Bieniek w 1986 r. wydał również album zdjęć przedwojennego Śląska, „Album śląski” (Schlesischer Bilderbogen). W 2005 roku gala wręczenia Nagrody literackiej im. Horsta Bienka miała miejsce w Gliwicach ze względu na uroczystości związane z 15 rocznicą jego śmierci.
W 2002 roku laureatem Nagrody został Polak, Adam Zagajewski, natomiast w 2014 roku Nagrodę Promocyjną otrzymali również polscy autorzy, Tadeusz Dąbrowski oraz Daniel Pietrek.

## Lista laureatów[3]
- 1991: John Ashbery, nagroda specjalna: czasopismo literackie Neue Sirene

- 1992: Tomas Tranströmer, nagroda specjalna: Manfred Peter Hein(inne języki)

- 1993: Robert Creeley i Walter Höllerer(inne języki)

- 1994: Seamus Heaney

- 1995: Johannes Kühn, nagroda specjalna: Heiderhoff Verlag

- 1996: Ronald Stuart Thomas, nagroda specjalna: Kevin Perryman(inne języki)

- 1997: Oskar Pastior, nagroda specjalna: Toni Pongratz

- 1998: Inger Christensen, nagroda specjalna: Marcel Beyer

- 1999: Wulf Kirsten(inne języki), nagroda specjalna: Amanda Aizpuriete

- 2000: Philippe Jaccottet, nagroda specjalna: Stevan Tontic(inne języki)

- 2001: Michael Hamburger(inne języki)

- 2002: Adam Zagajewski, nagroda specjalna: Urs Engeler(inne języki)

- 2003: Charles Simic, nagroda specjalna: Bernhard Albers

- 2004: brak wręczonych nagród

- 2005: Alfred Kolleritsch(inne języki), nagroda specjalna: Anja Utler(inne języki)

- 2007: Yves Bonnefoy, Friedhelm Kemp(inne języki); nagroda specjalna: wydawca Kookbooks(inne języki) – Daniela Seel(inne języki)

- 2009: Dagmar Nick(inne języki); nagroda za pośrednictwo kulturowe: Lyrik Kabinett(inne języki)

- 2010: Friederike Mayröcker za całokształt

- 2012: Elisabeth Borchers(inne języki) za całokształt

- 2014: Geoffrey Hill(inne języki), nagrody specjalne: Tadeusz Dąbrowski i Daniel Pietrek

- 2016: Aleš Šteger(inne języki), nagroda specjalna: Margitt Lehbert(inne języki)
- 2018: Cees Nooteboom, nagroda specjalna: Raphael Urweider(inne języki)

## Źródła
- Horst-Bienek-Preis für Lyrik. badsk.de. [zarchiwizowane z tego adresu (2010-08-03)].